# Pauly-Wissowa
Pauly-Wissowa er det navn som sædvanligvis bruges om Realencyclopädie der classischen Altertumswissenschaft, en tysk encyklopædi over den klassiske verden fra 1894. Med supplementsbind udgør den over hundrede bind og er et af de vigtigste klassiske opslagsværker.
Det første bind blev publiceret af August Friedrich Pauly i 1839. Pauly døde i 1845, mens værket var ufærdigt. Christian Waltz og Wilhelm Teuffel fuldendte det i 1852. Den første udgave bestod af seks bind. En anden udgave blev udarbejdet mellem 1861 og 1866, men aldrig udgivet.
I 1890 begyndte Georg Wissowa arbejdet med en ny og mere ambitiøs udgave. Han regnede med at fuldføre værket i løbet af ti år, men det sidste af de 78 bind udkom først i 1978 og et indexbind i 1980.
Hver artikel blev skrevet af en anerkendt specialist inden for det relevante fagområde, men ikke overraskende for et værk, som spænder over tre generationer, kan de underliggende antagelser variere betydeligt. De fleste biografier blev skrevet af Friedrich Münzer (1868-1942).
Både prisen og størrelsen på Pauly-Wissowa har altid gjort værket vanskeligt tilgængeligt, så mellem 1964 og 1975 udgav Metzler Verlag Der Kleine Pauly i fem bind.
En opdateret udgave kaldet Der Neue Pauly, bestående af 15 bind og et index, udkom mellem 1996 og 2003.